# Chrysosoma humile
Chrysosoma humile är en tvåvingeart som beskrevs av Becker 1922. Chrysosoma humile ingår i släktet Chrysosoma och familjen styltflugor. Inga underarter finns listade i Catalogue of Life.